# Cent deu
El nombre 110 (CX) és el nombre natural que segueix el nombre 109 i precedeix el nombre 111.
La seva representació binària és 1101110, la representació octal 156 i l'hexadecimal 6E.
La seva factorització en nombres primers és 2×5×11; altres factoritzacions són 1×110 = 2×55 = 5×22 = 10×11; és un nombre 3-gairebé primer: 5×2×11 = 110.

## En altres dominis
- És el nombre atòmic del darmstadti